# Margot Fenring
Margot Fenring, née Margot Rashino-Zea est un personnage de fiction issu du cycle de Dune de l'écrivain Frank Herbert.
Adepte du Bene Gesserit, elle est l'épouse du comte Hasimir Fenring, vassal et conseiller de l’empereur Shaddam IV.

## Biographie du personnage

### Description
Frank Herbert décrit le personnage de Margot Fenring comme une femme à la « silhouette parfaite » dotée de « cheveux dorés et légers » et aux « yeux gris-verts ».
Feyd-Rautha Harkonnen est d’ailleurs séduit par sa beauté lorsqu'il la rencontre, alors qu'elle accompagne son époux le comte Fenring sur la planète Giedi Prime pour voir le baron Vladimir Harkonnen.

### Parcours
Dans Dune, la dame Margot Fenring est une adepte du Bene Gesserit qui séduisit et épousa le comte Hasimir Fenring alors que, dans le même temps, sa collègue Anirul épousait l'empereur Padishah Shaddam IV Corrino. Son alliance avec le comte Fenring, ami d'enfance de Shaddam IV, fit de Margot une intrigante du Bene Gesserit à la cour impériale de Kaitan.
Pendant la période ou la Maison Harkonnen dirige la planète Arrakis, dame Margot et son mari le comte Fenring (alors gouverneur impérial) logent dans la résidence d'Arrakeen, celle-là même qui sera ensuite occupée par la Maison Atréides quand celle-ci pendront possession de la gestion de la planète.
C'est Margot qui a fait construire dans cette demeure une serre, qui sera notamment visitée par Jessica, découvrant le message secret que Margot lui a laissé, du fait de sa solidarité en rapport avec leur ordre respectif, même si Margot a épousé un adversaire de la Maison Atréides. Dans son message, Margot confie à sa consœur Jessica les menaces que font peser les Harkonnen sur les Atréides, notamment des projets d'attaque directe sur le fils du duc Leto, Paul Atréides. 
On voit ensuite dame Margot à une occasion, quand elle accompagne son mari sur Giedi Prime et qu'elle séduit Feyd-Rautha pour récupérer son matériel génétique, sur ordre de ses supérieures.
Son personnage n'est ensuite plus évoqué, ni dans les romans suivants.

## Pouvoirs et capacités
En tant qu'adepte du Bene Gesserit, les capacités de Margot Fenring semblent similaires à celles de dame Jessica, bien qu'elle ne soit toutefois pas devenue une Révérende Mère comme elle.
Elle semble opérer en tant qu'« imprégnatrice » du Bene Gesserit (un poste spécifique dans son organisation, les imprégnatrices étant chargées d'enfanter avec des personnes choisies en rapport avec le Programme génétique des Sœurs) quand on la voit séduire Feyd-Rautha Harkonnen au cours de son voyage avec son mari sur Giedi Prime.

## Adaptation dans d'autres médias

### Cinéma
- Dans le film Dune, deuxième partie (2024) de Denis Villeneuve, le personnage de Margot Fenring est interprétée par l'actrice Léa Seydoux[2].

### Télévision
- Le personnage n'apparaît pas dans la mini-série Dune (2000).